# خفاش سند
خفاش سند (نام علمی: Eptesicus nasutus) گونه‌ای خفاش است که در قاره آسیا در جنوب شبه‌جزیره عربستان در یمن، عمان، حاشیه خلیج فارس و جنوب ایران، و بخش‌های محدودی از پاکستان و افغانستان یافت می‌شود. در ایران، استان سیستان و بلوچستان دارای بیشترین پراکندگی این گونه است.
خفاش سند از خفاش سروتین کوچک‌تر است و طول سر و تنه آن به ۴۱ تا ۴۸ میلی‌متر می‌رسد. طول دم نیز در این خفاش میان ۳۹ تا ۴۳ میلی‌متر است. رنگ بدن این پستاندار در قسمت پشتی و شکمی زرد و گاهی متمایل به قهوه‌ای است.